# Ru d'Enghien
Pour les articles homonymes, voir Enghien (homonymie).
Le ru d’Enghien, ru de Montlignon, également dénommé ru Corbon à Montlignon et à Eaubonne, est un ruisseau des départements du Val-d'Oise et de Seine-Saint-Denis  en région Île-de-France, ayant sa source dans la forêt de Montmorency sur le territoire communal de Saint-Prix en amont du château de la Chasse. Il alimente le lac d’Enghien. Ses eaux  qui se jetaient dans la Seine à Épinay-sur-Seine, rejoignent un collecteur en aval de ce lac.

## Dénominations
Le ru d'Enghien est dénommé ru de Corbon sur les plans de Montlignon et d'Eaubonne du nom de son principal affluent. Il était également nommé ru d'Ormesson du lac d'Enghien à la Seine. Il est parfois limité à son cours compris entre l'étang en amont du château de la Chasse qui recueille les eaux de plusieurs ruisselets d'un vallon de la forêt de Montmorency et le lac d'Enghien en aval duquel ses eaux sont détournées dans un collecteur. 

## Géographie
Dans sa partie amont, le ru est la réunion de plusieurs ruisselets ayant leur source dans la forêt de Montmorency, ru du Petit Moulin, ru de la Fontaine Sainte-Ragedonde, ru de la Chasse qui se rejoignent dans un étang en amont du château de la Chasse, auquel succèdent deux étangs. Ces plans d’eau sont des bassins de rétention aménagés à la fin des années 1950.
En aval de ces étangs, le ruisseau s’écoule en grande partie à l’air libre, parallèlement à la rue de Paris à Montlignon où il reçoit le ru de Corbon dont la source est située dans la forêt de Montmorency et qui lui donne une de ses dénominations. Le ru d’Enghien ou ru de Corbon traverse plusieurs plans d’eau, au centre du parc de Maugany, dans le parc de Bury à Montlignon puis le bassin des Moulinets à Eaubonne. À Eaubonne, en aval de ce bassin de retenue, le ruisseau est recouvert à l’exception d’un court passage à l’air libre en amont d’un lavoir. Il longe le côté est de l'avenue Jean-Jacques Rousseau puis le côté ouest de la rue d’Enghien (où son tracé se devine par les marches qui descendent vers les rues perpendiculaires), passe sous la voie ferrée près de la gare du Champ de courses d'Enghien, sous la rue Rabelais (son tracé se devine par une ligne de végétation au milieu de la pelouse du parc au sud de cette rue) puis sous le boulevard intercommunal du Parisis (voie autoroutière). Le confluent en rive droite avec le ru du Grand Gril, affluent souterrain qui prend sa source à Ermont, est situé sous ce passage après lequel le ruisseau réapparaît à l’air libre dans le bassin des cressonnières qui alimente le petit lac Nord et le lac d’Enghien.
En aval du lac d’Enghien, un collecteur  achemine les eaux dans la station d’épuration d’Achères sauf en période de pluie où elles rejoignent la Seine.
Le ru d’Enghien s’écoulait en quasi-totalité à l’air libre jusque dans les années 1950. 
À Enghien, son cours, rappelé par la rue de l’abreuvoir, correspondait à l’allée verte. À Épinay-sur-Seine, le ru était à l’emplacement de la rue des Saules, du parc des Saules (les deux ponts sous la voie ferrée sont établis à son passage), de la rue de la Chevrette, de la rue du Commandant Louis Bouchet, de l’avenue de Jarrow. Ses alentours ont été urbanisés à partir des années 1960. Au-delà, le ru s’écoulait jusqu’à la Seine à l’ouest de la rue de l’Yser.

## Jean-Jacques Rousseau à Eaubonne
Jean-Jacques Rousseau déclare sa passion en juin 1757 à la Comtesse d’Houdelot près d’une cascade au bord du ruisseau à Eaubonne. L'écrivain raconte cet épisode dans le Livre IX des Confessions.

## Affluents
Les principaux d'affluents contributeurs, sont en rive droite, le ru de Corbon à Montlignon, le ru du Grand Gril en limite de Saint-Gratien et d’Eaubonne, en rive gauche, le ru des Haras à Épinay.
Des étangs s'étendaient aux confluents avec le ru de Corbon et avec le ru des Haras. Ces étangs ont été asséchés pour urbaniser leur emplacement. La rue de l'étang à Épinay garde la mémoire de l'ancien étang Coquenard visible sur les anciennes cartes (de l'État-Major et Cassini).

### Galerie

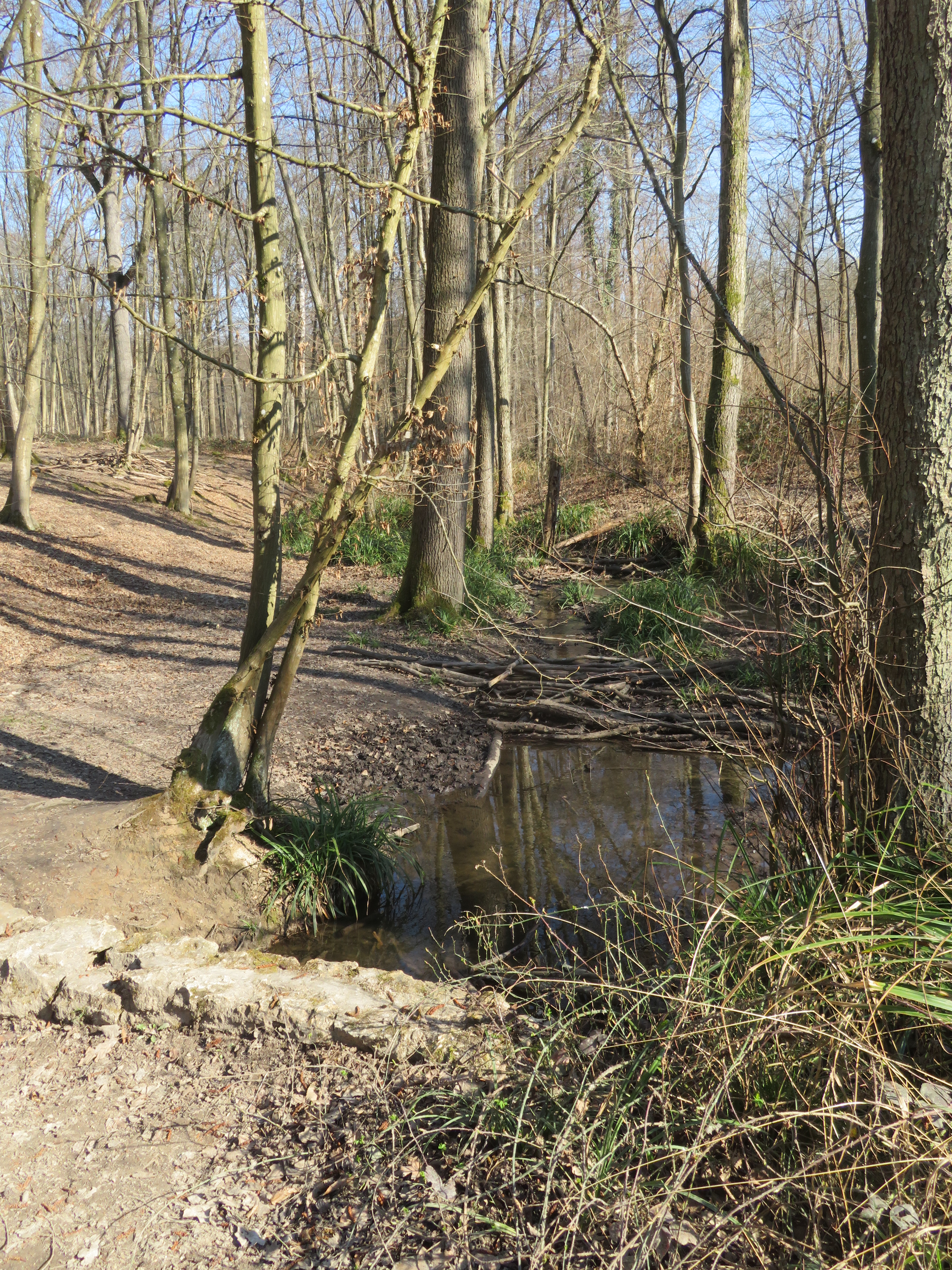
Dans la forêt de Montmorency
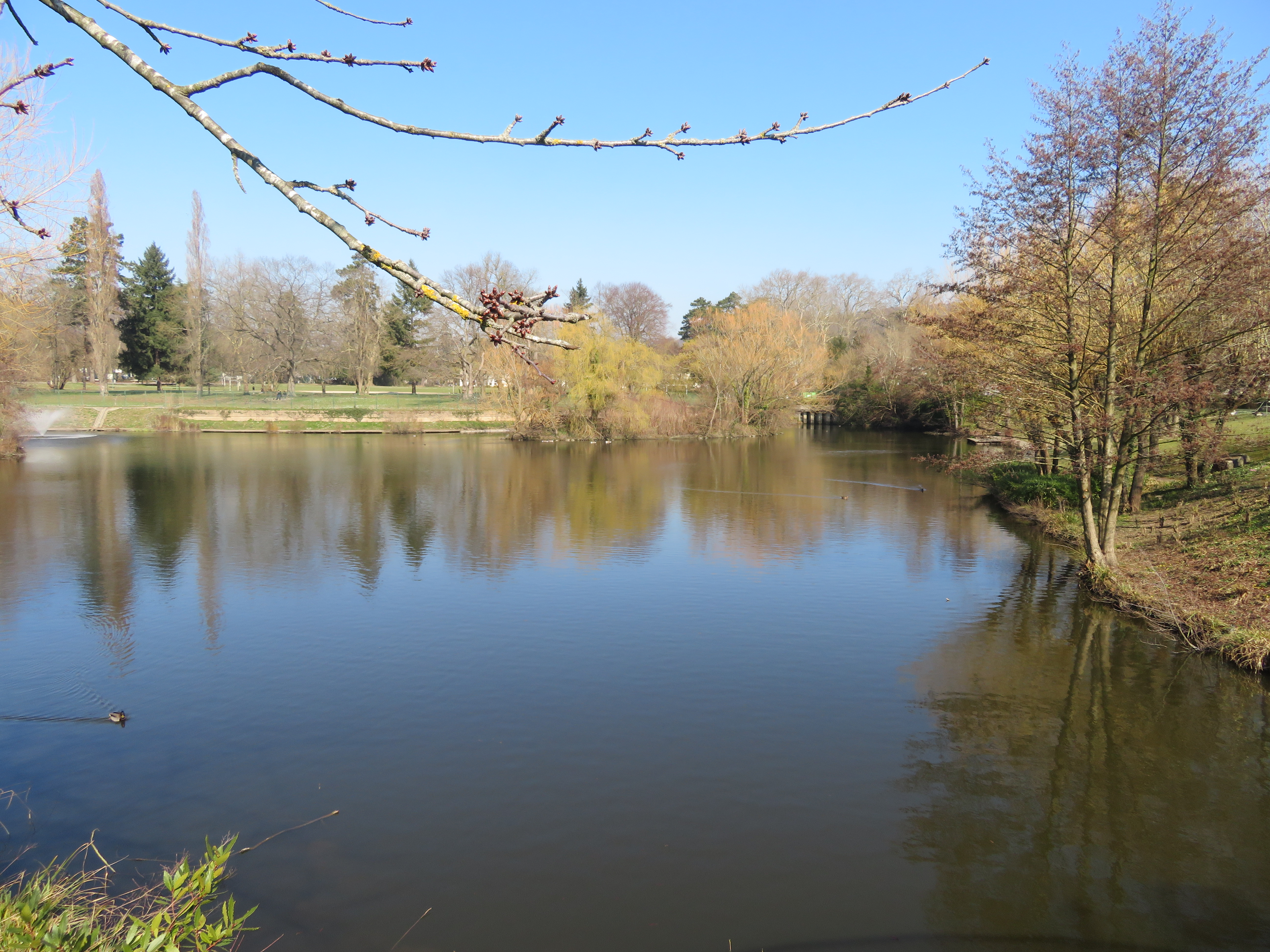
Bassin des Moulinets à Eaubonne
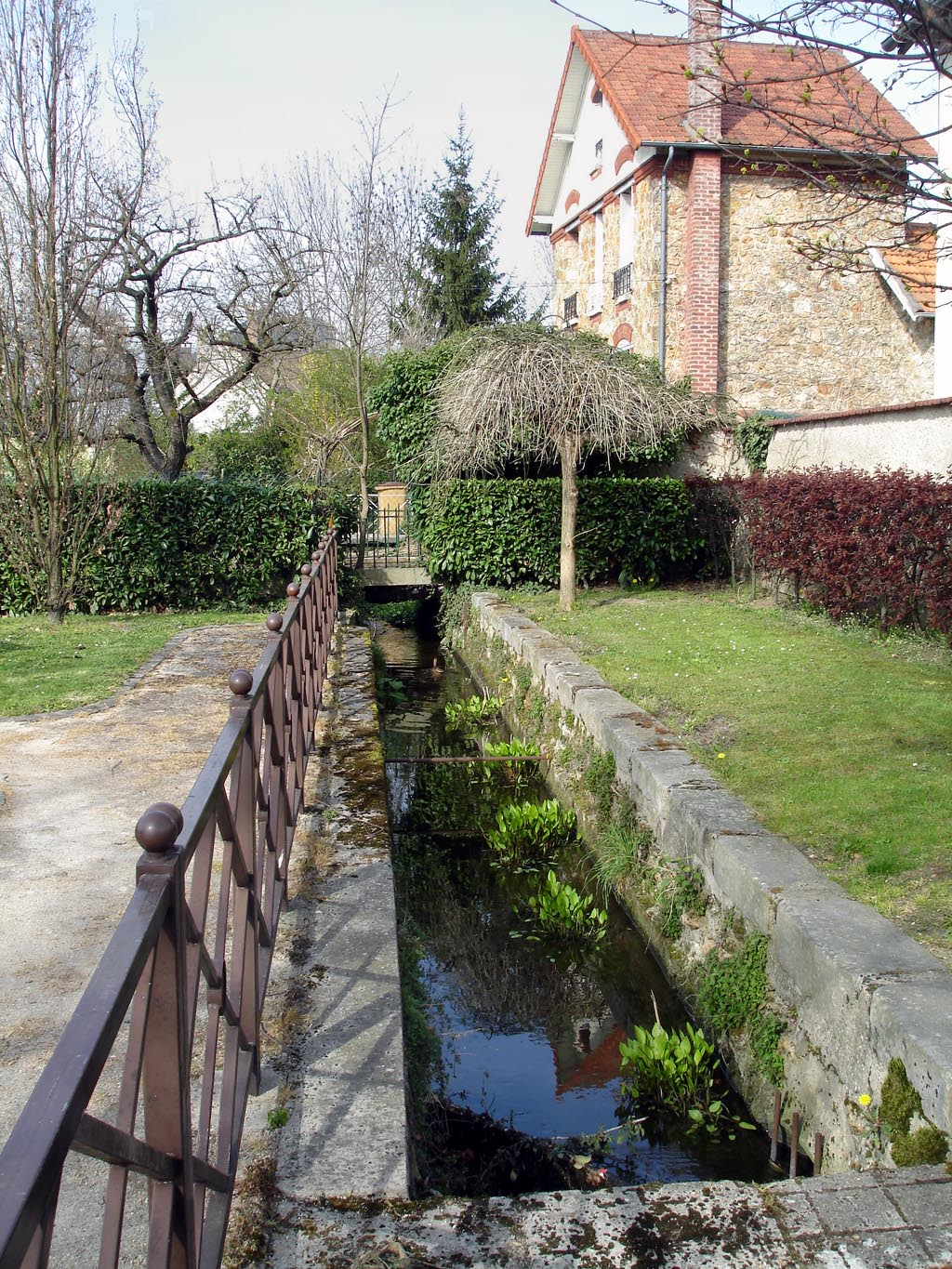
passage découvert à Eaubonne
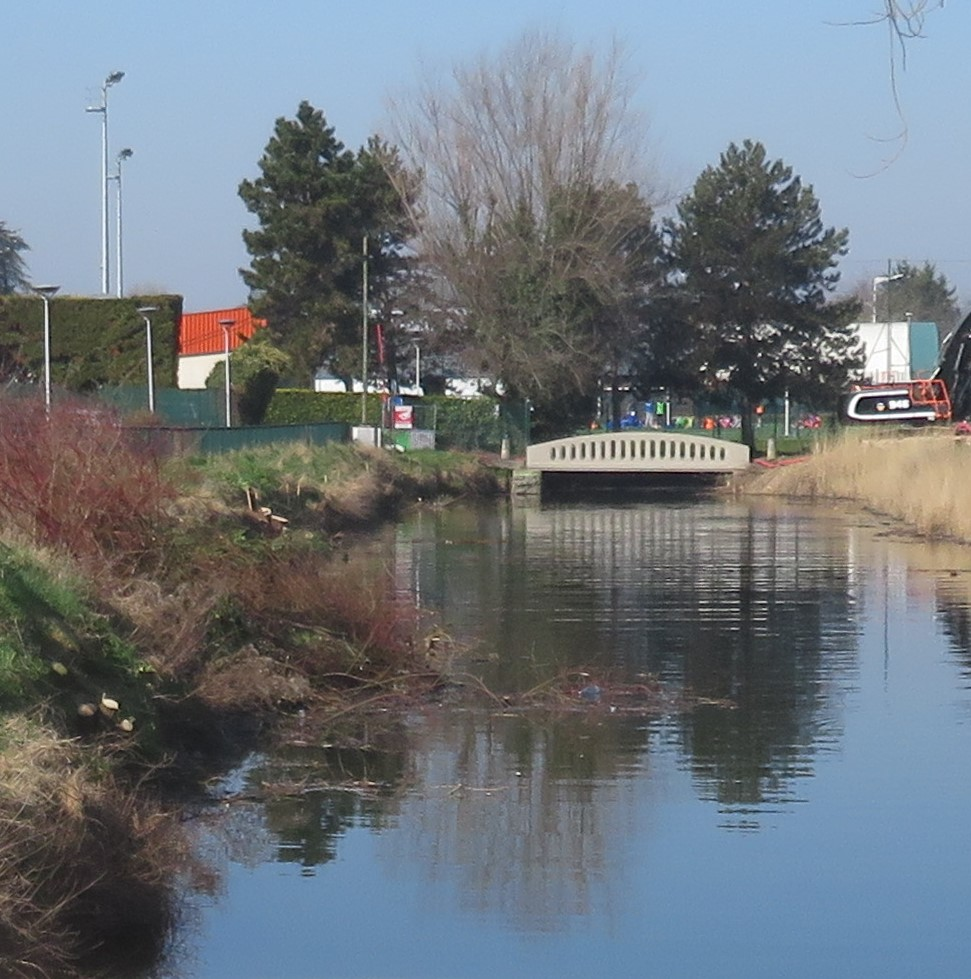
Bassin des cressonnières à Saint-Gratien